# چارلز کوتس (بازیکن فوتبال)
چارلز کوتس (انگلیسی: Charles Coates; ۱۸ آوریل ۱۹۱۲ – 1991 (aged 79)) بازیکن فوتبال اهل بریتانیا بود.
از باشگاه‌هایی که در آن بازی کرده‌است می‌توان به باشگاه فوتبال دارلینگتون اشاره کرد.